# Handball-Bayernliga 1960/61
Die Saison 1960/61 der Handball-Bayernliga wurde unter dem Dach des „Bayerischen Handballverbandes“ (BHV) organisiert, sie war die dritte Spielzeit der bayerischen Handballliga und als eine der höchsten Spielklassen im deutschen Ligensystem eingestuft.

## Bayerische Meisterschaft
Die ersten beiden Plätze waren am Ende der Saison Punktgleich, so musste in einem Entscheidungsspiel der Meister ermittelt werden, welches die Regensburger TS mit einem 5:2-Sieg über den TSV Ansbach für sich entscheiden konnte.

### Modus
Es spielte jedes Team nur einmal gegeneinander, ohne Rückrunde. So war bereits nach 6 Spieltagen die
 Meisterschaft entschieden. Meister und Vizemeister waren zur Teilnahme an der Süddeutschen
 Meisterschaft qualifiziert, Platz 7 war der Absteiger.

## Teilnehmer
An der Bayernliga 1960/61 nahmen 7 Mannschaften teil. Titelverteidiger war der TSV Ansbach und neu in der Liga waren die Aufsteiger TG 1848 Würzburg und ESV München-Laim. Nicht mehr dabei waren die Vorsaisonabsteiger TG Landshut und TV Neugablonz.

### Abschlusstabelle
|    | Mannschaft           | Spiele | Punkte |
| -- | -------------------- | ------ | ------ |
| 1. | Regensburger TS      | 6      | 10:2   |
| 2. | TSV 1860 Ansbach (M) | 6      | 10:2   |
| 3. | Post SV München      | 6      | 8:4    |
| 4. | TSV 09 Landshut      | 6      | 6:6    |
| 5. | TG 1848 Würzburg (N) | 6      | 4:8    |
| 6. | ESV München-Laim (N) | 6      | 3:9    |
| 7. | TV 1848 Erlangen     | 6      | 1:11   |

Bereich des „Bayer. Handballverbandes“ (BHV)

(M) = Meister (Titelverteidiger) (N) = Neu in der Liga (Aufsteiger) 

Bayerischer Meister und für die Endrunde zur Süddeutschen Meisterschaft qualifiziert
Für die Endrunde zur Süddeutschen Meisterschaft 1961 qualifiziert
 Für die Bayernliga 1961/62 qualifiziert
Absteiger